# Marjorie Abbatt
Pour les articles homonymes, voir Abbatt.
Marjorie Abbatt, née Norah Marjorie Cobb le 18 mars 1899 à Surbiton (Surrey) et morte le 10 novembre 1991 à Oxford, est une créatrice de jouets et une femme d'affaires anglaise.

## Biographie
Norah Marjorie Cobb, née le 18 mars 1899 à Surbiton dans le Surrey, est la fille d'un courtier en fourrures aisé. Elle fait ses études à l'école Roedean, à Brighton, et au Somerville College à Oxford.
Elle épouse Cyril Paul Abbatt en décembre 1930. En 1932, tous deux créent une entreprise de fabrication de jouets : Paul and Marjorie Abbatt Limited, conçue par leur ami, l'architecte Ernő Goldfinger, au 94, Wimpole Street,.
Leur philosophie est que les jouets devraient être fonctionnels dans la conception aussi bien qu'éducatifs dans leur usage. La boutique est unique en ce sens que les enfants sont encouragés à toucher et à jouer avec les jouets exposés.[réf. souhaitée]
Les Abbatts jouent un rôle déterminant dans la mise en œuvre de International Council for Children's Play en 1959 avec des académiciens allemands et autrichiens ainsi que Spiel Gut, une organisation Allemande qui attribue des marques de certification aux jouets .
En 1969, l'année même où la cage à poules Abbatt remporte le prix de design du journal The Observer, Paul Abbatt tombe malade.
En 1971 Paul Abbatt meurt et l'entreprise est rachetée par l'Educational Supply Association.
En 1981, elle reçoit un M. A.[réf. souhaitée] honorifique de l'université de Nottingham[réf. souhaitée].
Marjorie Abbatt meurt le 10 novembre 1991 chez elle à Oxford.